# Boerenkers
Boerenkers (Thlaspi) is een geslacht van eenjarige, tweejarige en overblijvende meest kruidachtige planten uit de kruisbloemenfamilie (Brassicaceae).
Het geslacht kent ongeveer 75 soorten in de gematigde streken. Veel soorten komen voor in Zuidwest-Azië en in west en midden Europa. Twee soorten zijn endemisch in China.
In België en Nederland komen voor:
- Witte krodde (Thlaspi arvense)
- Zinkboerenkers (Thlaspi caerulescens)
- Doorgroeide boerenkers (Thlaspi perfoliatum)

Thlaspi alpestre komt voor in de Europese midden- en hooggebergten in onder andere Groot-Brittannië, België, Duitsland en Frankrijk.

Thlapsi montanum heeft een iets zuidelijker verspreidingsgebied, en komt voor van Midden-Frankrijk tot ten oosten van de Alpen.
In de Alpen treffen we hiernaast Thlaspi rotundifolium (de rondbladige boerenkers), Thlaspi brachypetalum, Thlaspi virens, Thlaspi sylvium, Thlaspi cepaeifolium, Thlaspia minimum en Thlaspi iereschianum.